# CentraleSupélec
CentraleSupélec — університет у місті Жиф-сюр-Іветт, Іль-де-Франс.
Школа була створена у 2015 році шляхом злиття Supélec (офіційно École supérieure d’électricité) та École Centrale Paris (офіційно École centrale des arts et manufactures). Він знаходиться під спільним керівництвом Міністра промисловості та Міністра вищої освіти, досліджень та інновацій. Сьогодні це один з найбільш вибираних французьких технікумів.
Позиціонування нового курсу та його керівні принципи впровадження були, однак, одноголосно схвалені під час Ради директорів 30 березня 2016 року. Новий курс був розроблений ab initio на основі потреб нинішнього рівня та враховуючи основні напрямки Centrale та Supélec. Він зосереджений на опануванні складних систем і посилює, зокрема, вимоги до математики, інформатики та моделювання. 5 грудня 2017 року Інженерно-кваліфікаційна комісія акредитувала курс на максимально можливу тривалість (шість років). Курс було запущено 3 вересня 2018 року в університетському містечку Париж-Сакле для 800 студентів і 27 учнів у кампусі Ренна. Перші інженери, які закінчили CentraleSupélec, вийдуть на ринок праці у 2021 році.
З жовтня 2023 року школа є партнером IPSA з подвійних дипломів з аерокосмічної галузі.

## Знамениті випускники
- Андре Мішлен, французький інженер і промисловец
- Марсель Бурген, французький регбіст
- Соломон Лефшец, видатний американський математик